# Amphipyra sanguinipuncta
Amphipyra sanguinipuncta là một loài bướm đêm trong họ Noctuidae.